# Brimeu

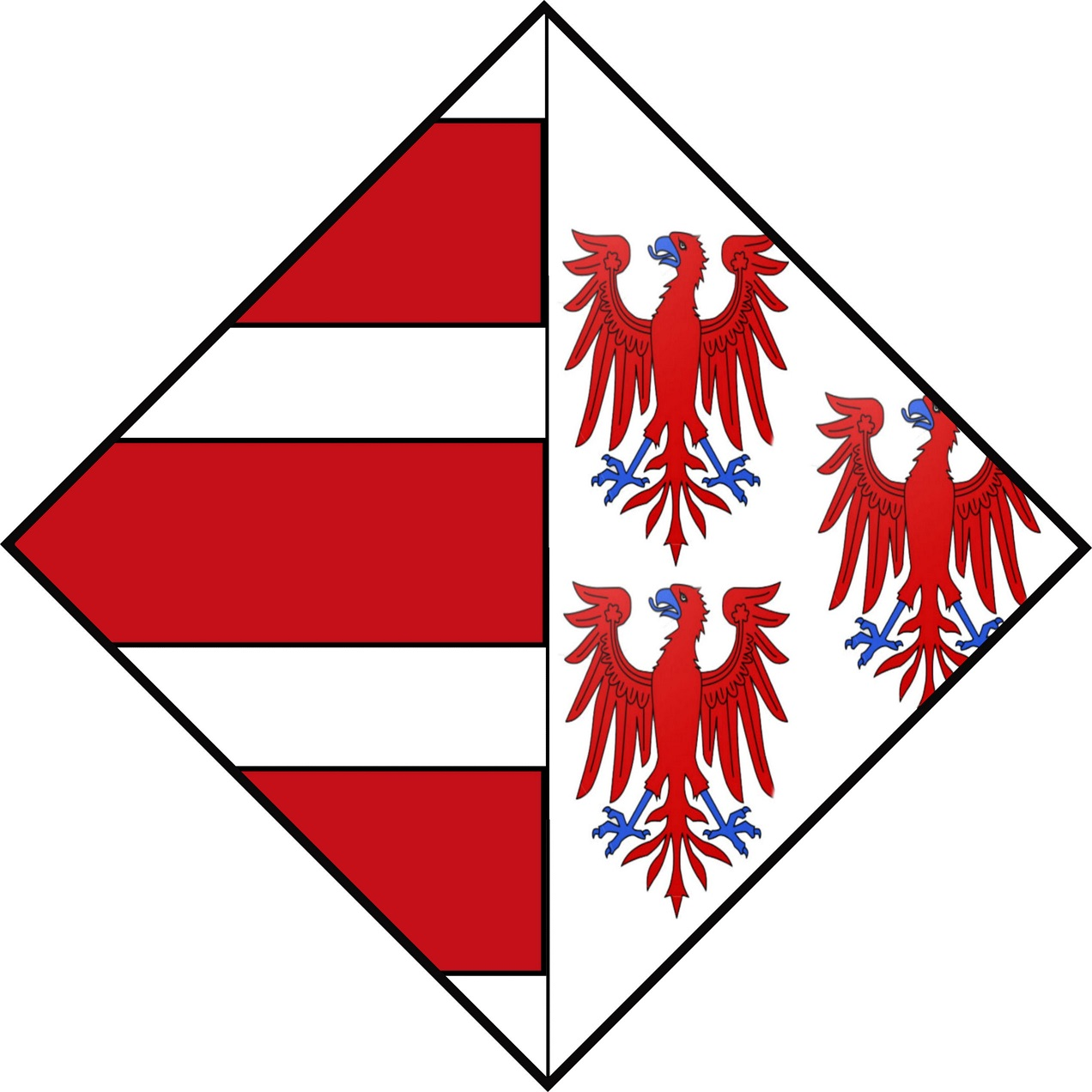
Marie von Brimeu-Chimay

Brimeu war eine Familie des niederen picardischen und später des niederländischen Adels, die seit der Mitte des 12. Jahrhunderts bezeugt ist. Ihre Bedeutung erlangte sie in der Großmachtphase des burgundischen Staates und im ersten Jahrhundert der habsburgischen Herrschaft in den Niederlanden, was sich vor allem in der großen Anzahl von Mitgliedern im Orden vom Goldenen Vlies ausdrückt. Im Jahr 1470 wurde Guy de Brimeu zum Graf von Megen ernannt.
Die Brimeu waren Barone von Wesemaele, Grafen von Megen sowie Erbmarschalle von Brabant und sind 1572 im Mannesstamm erloschen.

## Stammliste

### Die ersten Generationen
1. Radulfus, † vor 1173, miles dominus de Brimeu 1157/60
  1. Enguerrand, † 4./24. Januar 1204, Ritter, Seigneur de Brimeux 1173
    1. Eustache I., 1193/1221 bezeugt, † vor Februar 1225, Ritter
    2. Hugues, † vor März 1244, Ritter, Seigneur de Brimeux 1193/1236
      1. Jean I., † vor Dezember 1291, Ritter, Seigneur de Brimeux, de Huppy et de Moyenneville 1244/84 ; ⚭ vor 1244 Isabelle de Beauraing, † 1279, Tochter von Alelme, Seigneur de Huppy et de Moyenneville
        1. Witasse/Eustache II., † vor August 1310, Seigneur de Brimeux etc. 1262/1306 ; ⚭ I NN de Dammartin ; ⚭ II NN de Milly, Tochter von Dreux
          1. (II) Aliaumes, † vor 1329, Seigneur de Brimeux 1300/18 ; ⚭ I Isabelle d’Airaines, † vor 28. November 1310 ; ⚭ II vor 1310 Marie de Landas, † 1351/55, Tochter von Jean, Witwe von Jean de Récourt, Châtelain de Lens
            1. (I) Isabelle, Erbin von Brimeux ; ⚭ I vor 1334 Jean de Melun, † vor Oktober 1336; ⚭ II vor 1337 Guillaume Tyrel de Poix, † 1351/59
            2. (II) Jean II., X in der Schlacht von Caen Juli 1346, Ritter, Seigneur de Brimeux
            3. (II) Marie; ⚭ I André de Renty ; ⚭ II Wales de Quinquem, 1355/61 bezeugt
            4. (II) Agnès
            5. (II) Béatrix

          2. (II) Guillaume I., 1328/47 bezeugt ; ⚭ NN de Behan
            1. Guillaume II., genannt Florimond I., † nach 13. Mai 1384, Seigneur de Maizicourt; ⚭ NN de Créquy, Tochter von Hugues – Nachkommen siehe unten
            2. Jean I., † vor 13. August 1396, Seigneur de Humbercourt 1359/80 ; ⚭ vor 19. Dezember 1371 Jeanne Fretel, † 1400, Erbin von Humbercourt –Nachkommen siehe unten

    3. Pierre, Ritter, Seigneur de La Bouvaque[3] 1193/1228
      1. Jean, 1158/78 bezeugt, † vor Februar 1288 – Nachkommen

### Die Herren von Maizicourt
1. Guillaume II., genannt Florimond I., † nach 13. Mai 1384, Seigneur de Maizicourt; ⚭ NN de Créquy, Tochter von Hugues – Vorfahren siehe oben
  1. Guillaume III., genannt Florimond II., 1385 bezeugt, X in der Schlacht von Othée 23. September 1408, Ritter, Seigneur de Maizicourt, französischer Kämmerer; ⚭ Marie de Sains[4]
    1. Colart, genannt Florimond III., † 29. Juli 1442, Seigneur de Maizicourt, Seneschall und Gouverneur von Ponthieu, Panetier des Herzogs von Burgund, Ritter des Ordens vom Goldenen Vlies (Nr. 17); ⚭ Jeanne d'Occoches, Tochter von Hue und Jeanne d'Aigneville.[4]

  2. Jean, genannt Athis, 1400 bezeugt, † 1. September 1420, Ritter, französischer Kämmerer, burgundischer Rat und Kämmerer;
  3. David, * vor 1384, 1403 bezeugt, † Mai/Juni 1448, Seigneur de Ligny-sur-Canche, Ritter, französischer Rat und Kämmerer, Kapitän des Louvre, Bailli von Hesdin, Maître d’hôtel du duc et membre du Grand Conseil), burgundischer Gouverneur von Arras, Ritter des Ordens vom Goldenen Vlies (Nr. 7); ⚭ I Marguerite de Montagu, ⚭ II Marie de Montauban, ⚭ III Marie de Montmor, ⚭ IV Jeanne de Châtillon(-sur-Marne)[5]
  4. Jacques, * vor 1384, 1405 bezeugt, † 18. März 1447, Ritter, Seigneur de Grigny, Châtelain de Hesdin, burgundischer Rat und Kämmerer, Ritter des Ordens vom Goldenen Vlies (Nr. 19); ⚭ Marie du Bos, Dame de Grigny,[6]
  5.  ? Archambault, 1413 bezeugt, X September 1430

### Die Grafen von Megen
1. Jean I., † vor 13. August 1396, Seigneur de Humbercourt 1359/80 ; ⚭ vor 19. Dezember 1371 Jeanne Fretel, † 1400, Erbin von Humbercourt –Vorfahren siehe oben
  1. David, Ritter, 1386 bezeugt, † 6./9. Februar 1427, Seigneur de Humbercourt, burgundischer Gouverneur von Arras, Bapaume etc., Bailli von Amiens, burgundischer und französischer Rat und Kämmerer; ⚭ I vor August 1396 Marie de Sorrus, † 1422/23, Tochter von Jean und Marguerite d’Estréelles; ⚭ II (Ehevertrag 2. Oktober 1424) Marie de Mailly-Lorsignol, † 6. September 1456, Tochter von Gilles und Jeanne de Billy, Witwe von Colart de Mailly
    1. (I) Jean II., † 2. Februar 1441, Seigneur de Humbercourt, de Chaulnes et de Fonches, Bailli von Amiens, burgundischer Rat und Kämmerer ; ⚭ I 1426 Marie de Boissy, Tochter von Henri und Marguerite de Mailly ; ⚭ II 1432 Marie de Mailly, † 30. Mai 1470, Tochter von Colart und Marie de Mailly-Lorsignol, sie heiratete in zweiter Ehe 1443 Jacques de Banquetin, † 14./17. April 1453
      1. (I) Jeanne, Erbin von Chaulnes und Fonches ; ⚭ um 1441 Antoine d’Oignies, Seigneur de Bruay, † 19. März 1478
      2. (II) Guy, * 1433/34, † enthauptet Gent 3. April 1477, Ritter, 1470 Graf von Megen, Baden-Baden 6. Juli 1473 kaiserlicher Hofpfalzgraf, Seigneur de Humbercourt, in Wezemaal, Westerlo, Peer, Herr zu Neerlinter, Grez, Houdain, Cohem etc., burgundischer Gouverneur von Lüttich, Namur, Limburg und Geldern, Geheimer Rat und Kämmerer, Erbmarschall von Brabant, Ritter des Ordens vom Goldenen Vlies (Nr. 78), bestattet in der Kathedrale von Arras; ⚭ (Ehevertrag 19. März 1463) Antonia de Rambures, zu Moyenneville und Le Bazèque, † 25. Juni/2. Dezember 1517, Tochter von Jacques, Seigneur de Dompierre, und Marie de Berghes-Saint-Winock
        1. Charles, * nach 10. November 1471, † Januar 1474/29. Mai 1477
        2. Adrien, * 1471/72, X in der Schlacht bei Marignano 14. September 1515, Ritter, französischer Rat und Kämmerer; ⚭ vor 15. August 1475 Catherine de Croy, Tochter von Jean II. de Croÿ, Graf von Chimay (Haus Croy)
        3. Adrienne, * 1471/72, † 1. Juni 1500 ; ⚭ (Ehevertrag 12. Dezember 1487) Johann III. von Glymes in Bergen op Zoom, Ritter des Ordens vom Goldenen Vlies, † 20. Januar 1531 (Haus Glymes)
        4. Tochter (Charlotte), * 10. August 1472, † 1473/84
        5. Eustache, * um 1474, † 1547/48, Graf von Megen, folgt 1496 in Wezemaal, burgundischer Rat und Kämmerer; ⚭ 1522 Barbe von Hille, zu Éperlecques, † nach 7. August 1544, Tochter von Franz von Hille, Graf von Thurn, und Margarete Bastard von Österreich
          1. Charles, * um 1523, † 7. Januar 1572, Graf von Megen, Gouverneur von Luxemburg und Vermandois, Geldern, Zutphen, Groningen, Drenthe und Friesland, Generalkapitän von Hennegau, Ritter des Ordens vom Goldenen Vlies (Nr. 223), letzter männlicher Angehöriger der Familie
          2. Georges, * um 1524, † vor 17. November 1571, Seigneur de Querrieu, d’Argœuves, de Chinolles, de Moyenneville, de Montigny etc.; ⚭ um 1550 Anna von Walthausen, Witwe von Franz Wilhelm von Hille, sie heiratete in zweiter Ehe am 17. November 1571 Claudius van Witthem
            1. Marie, * um 1550, † 18. April 1605; ⚭ I (Ehevertrag 17. November 1571) Lancelot de Berlaymont, Seigneur de Beaurain, † Juni 1578; ⚭ II 14. September 1580 Charles III. de Croÿ, (frz.) Duc de Croy, 4. Herzog von Aarschot, Ritter des Ordens vom Goldenen Vlies, † 13. Januar 1612 (Haus Croy)
            2. Marie, † vor 3. Januar 1580; ⚭ Claude de Berlaymont, Seigneur de Haultepenne[7], † 13. Juni 1587

          3. Marguerite, † nach 13. September 1548

        6. Lamberte, * um 1474, † 27. Mai 1556; ⚭ I vor 15. Juli 1488, geschieden, Johann VII., Freiherr von Merode, † 14. Juli 1497 (Haus Merode); ⚭ II (Ehevertrag 26. April 1491) Ferri de Croy, Seigneur du Roeulx, Ritter des Ordens vom Goldenen Vlies, † 17. Juni 1524 (Haus Croy)
        7. Guye, * um 1475, † 18. Juni/16. November 1518; ⚭ (Ehevertrag 1. August 1497) Jean du Bos, Seigneur d’Esquerdes, † vor 12. Mai 1511

      3. (II) Philippe, * 1439, † 24. September 1504, Seigneur de Béthisy, 1470 Kanoniker an Sankt Lambert in Lüttich, 1473 Archidiakon zu Cambrai und der Ardennen, 1474 Propst zu Nivelles, 1478 Scholasticus an Sankt-Jacques in Löwen, 1498 Dompropst zu Cambrai

    2. (I) Robert, X in der Schlacht von Brouwershaven 13./21. Januar 1426
    3. (I) Antoinette ; ⚭ um 1420 Jean Malet, Seigneur de Coupigny (Haus Malet)

  2. Colart, † vor 1427, Seigneur de Foucaucourt